# PTRD-41反坦克步槍
PTRD-41（俄语：Противотанковое однозарядное ружьё обр. 1941 г. системы Дегтярева，意為：捷格加廖夫系統反坦克步槍1941年型）是蘇聯紅軍於二次大戰期間採用的一種反坦克步槍，它是一種發射14.5×114毫米槍彈的單發步槍。在苏德战争初期PTRD是为数不多可由非摩托化的苏联步兵携带的反戰車武器，能夠有效應付德军二线戰車以及裝甲較弱的突击炮及坦克歼击车，但無法擊穿新型的德國坦克。1943年后，因苏军摩托化程度提高，PTRD逐渐退出他們的前線裝備。但由于没有适合的替代，直到战争结束时，反坦克步枪依旧是苏联红军步兵的主力反坦克武器之一。

## 歷史
1939年，蘇聯於波蘭戰役期間繳獲了數百挺波蘭製的Wz.35反戰車步槍，它們在實戰中已被證明為十分可靠的武器。其後蘇聯槍械工程師瓦西里·捷格加廖夫以該槍和德國製PzB38/39反坦克步槍 的一些設計作基礎，從而開發出PTRD-41。
不久，PTRD-41和PTRS-41成為了蘇聯紅軍於二戰期間廣泛使用的反戰車步槍。其使用的14.5毫米穿甲彈的槍口初速約為1,012米／秒，它能夠在100米內貫穿厚35到40毫米的裝甲。然而在戰爭中后期，大部份德國戰車都有著厚於50毫米的正面裝甲，以及30毫米的側面裝甲，所以在許多時候射手都需要在非常近的距離（有時甚至是零距離）開火才有機會打穿這些戰車的側面裝甲。
由於反戰車步槍可以由2人射击组携带，随普通步兵一同移动，并不像反戰車炮般需依赖阵地部署，所以這種以反戰車步槍應付戰車的戰術對蘇軍而言只是一种补充。在战争初期苏军机动力不足，广泛布置很长的防线，大量设置各种口径反戰車炮，德军则会集中兵力重点突破防线的一点，此时反戰車炮难以迅速增援，必须由步兵团前去补漏，步兵能携带的反戰車武器就只有反戰車步枪（远射），反戰車手榴彈或集束手榴弹（近战），甚至是莫洛托夫鸡尾酒（土制燃烧弹），苏军依賴著這些步兵武器抵挡德军摩托化装甲师渡过了整段列宁格勒保卫战、斯大林格勒保卫战及莫斯科保卫战，坚持到苏联积蓄起摩托化力量後开始轉守為攻。在苏军的反攻行動中苏联步兵乘坐的机动车辆包括了T-34戰車，故他們已不再需要这些轻型反坦克武器，转而大量装备波波莎冲锋枪等新式步兵武器，任务由反戰車转为掩护己方戰車。
PTRD-41有很多不足之處，包括穿甲能力有限，难以精確瞄準目標，巨大的后座力和枪口衝擊波对使用它的士兵而言无论如何也不是件轻松的事。但是并没有出现射手因步枪自身后坐力造成伤亡的事故。“左肩打一枪，右肩打一枪，回国领勋章”在PTRD-41式更是子虚乌有的事情。实际上，PTRD-41反坦克步枪的枪身和枪托套筒之间设计有一个较大的缓冲弹簧，可吸收部分后坐力。許多時侯軍方都會訓練射手射擊戰車的觀望窗而非直接打它們的裝甲，这種戰術相當依賴射手的经验和槍法，因為PTRD-41雖然射程不錯，但設計時並沒有考慮過裝上瞄準鏡，故射手只能用焊死在枪管左上方的准星瞄準。另外在開火時其槍口制退器的巨大震動會擊起許多塵煙和積雪，所以射手需经常改變射擊位置。
不過，PTRD-41作為一款步兵反坦克武器而言仍是有效的，巨大的槍身與過高的重量虽造成携带不便，却成功地由步兵实现機動部署。在1943年，當蘇聯生产能力恢复，数以万计的T-34戰車被投入戰場後，PTRD-41和PTRS-41被降級為反器材用途，以用作破壞較低防禦力的裝甲車以及非裝甲車輛。在戰後，蘇聯已經以更有效的火箭推進榴彈作为步兵的反戰車武器并大量装备至今，同時也被第三世界国家的步兵和非正規武裝力量广泛地使用。
後來，蘇聯把部份盈餘的PTRD-41供應給中國人民志願軍及朝鮮人民軍用於韓戰。
美國陸軍炮官威廉·布羅菲曾在一挺繳獲的PTRD-41上面裝上.50 BMG口徑的槍管以測試該槍的射程。在測試期間發現其有效射程在2,000碼以外。

## 使用國

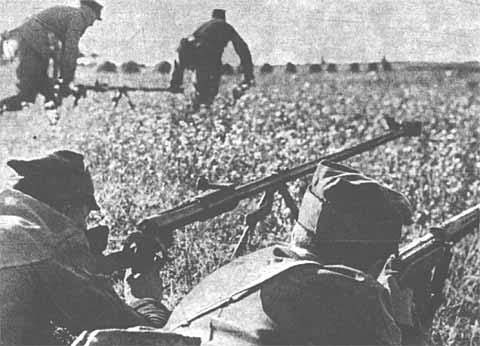
蘇聯紅軍士兵使用PTRD-41

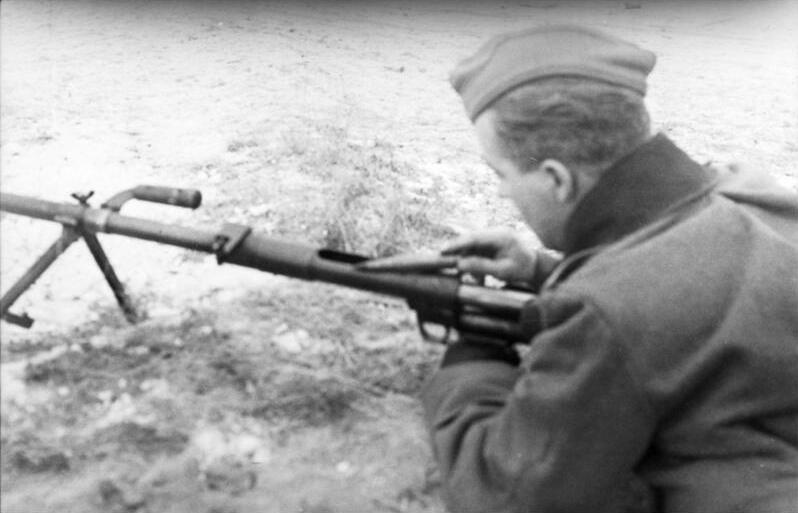
德意志國防軍士兵使用繳獲的PTRD-41

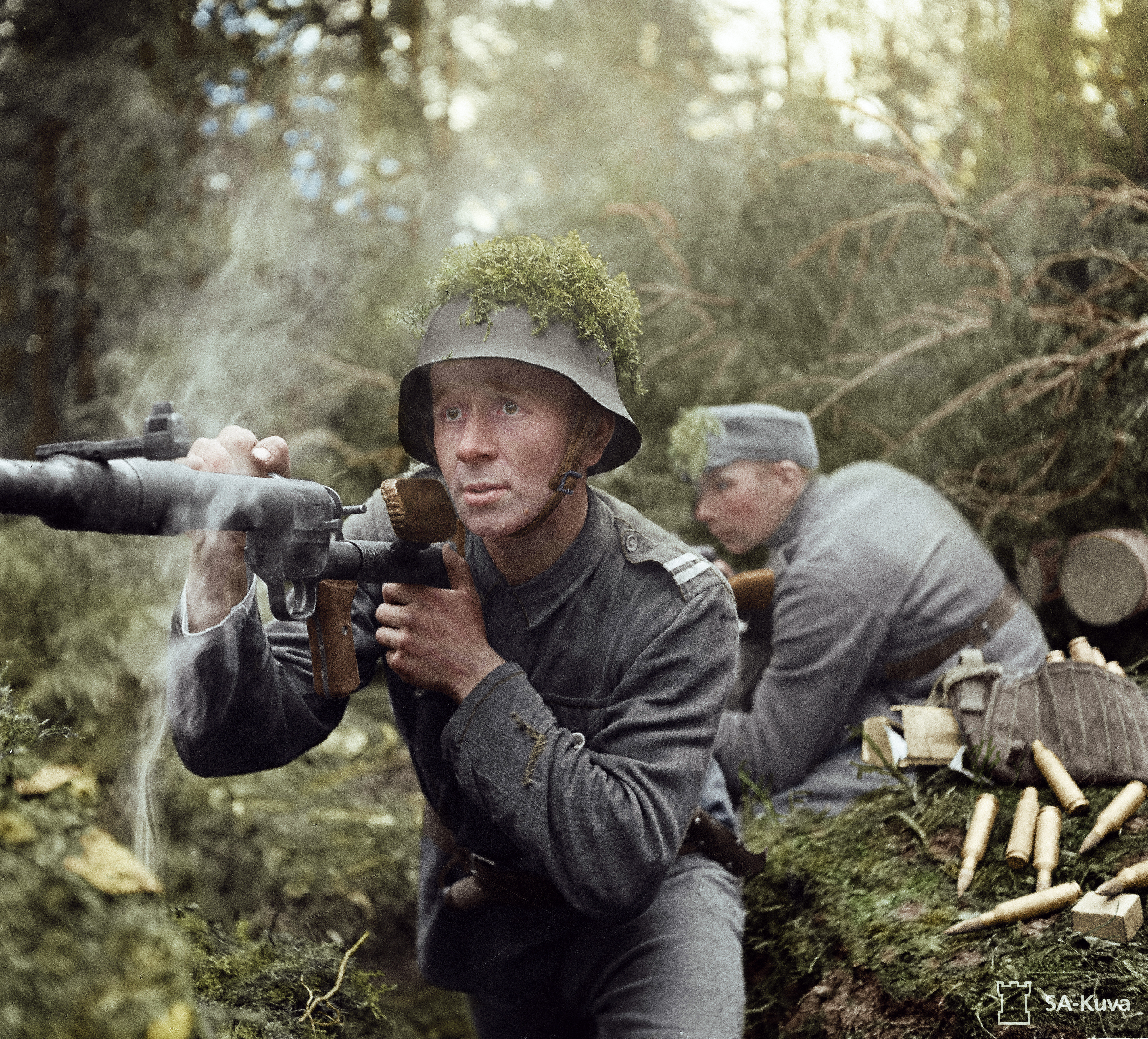
繼續戰爭中芬蘭國防軍士兵使用繳獲的PTRD-41

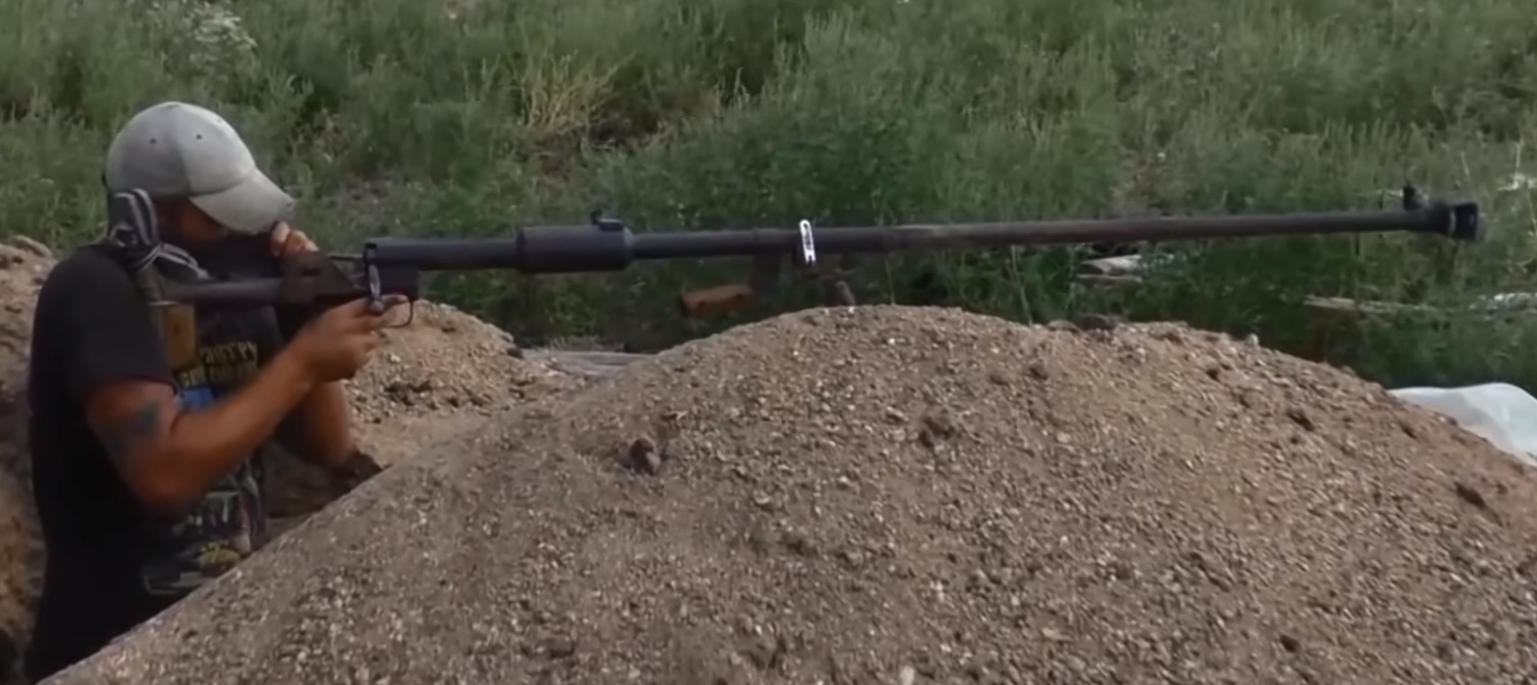
頓巴斯戰爭中烏克蘭東部親俄武裝民兵使用PTRD-41

- 顿涅茨克人民共和国
- 芬兰－繳獲使用。
- 中华人民共和国
- 德意志國－繳獲使用。
- 苏联
- 乌克兰[3]

## 登場作品

### 動畫
- 2009年—《DARKER THAN BLACK—流星之雙子》：女主角蘇芳·米哈伊洛芙娜·帕夫利琴科能夠以她的契約能力憑空召喚出一挺裝上瞄準鏡的PTRD-41作為武器使用。

### 小說
- 2014年—《刀劍神域外傳 Gun Gale Online》：“SHINC”小隊使用經過簡易改造，並加裝瞄準鏡的PTRD-41。

### 遊戲
- 2015年—《少女前線》：推出新型4星戰術人形，為一個穿著深色毛衣與戴著深色雪帽的蘇聯女子，而裝備就是PTRD-41。

- 2016年—《英雄與將軍》：作為遊戲中蘇聯的一階反坦克步槍。
- 2021年—《應徵入伍》：作為蘇聯一階反戰車武器，可在科技樹中解鎖。

## 外部連結
- Russian 14.5 mm antitank rifle PTRD-1941
- The PTRD 1941（页面存档备份，存于）